# Adela de Lovaina
Adela de Lovaina (también llamada Adeliza, Adelicia, Adelais o Aleidis; Lovaina, c. 1103 - Affligem, 23 de abril de 1151) fue reina de Inglaterra desde 1121 hasta 1135, siendo la segunda esposa del rey Enrique I.
Fue una de los cinco hijos del matrimonio del conde Godofredo I de Lovaina, duque de la Baja Lotaringia, y de su primera esposa, Ida de Chiny.

## Biografía
Conocida por su sorprendente belleza, con solo 17 años de edad se casó, el 29 de enero de 1121, en la abadía de Westminster, con el rey Enrique I de Inglaterra, de 53 años. El único propósito del soberano en contraer nuevas nupcias había sido el concebir el tan ansiado heredero; pues, a pesar de ser padre de alrededor de 23 hijos bastardos, sólo había tenido de su primer matrimonio, con la reina Matilde, un único hijo legítimo varón, Guillermo, que murió ahogado en 1120. Lamentablemente, en los 13 años que duró el matrimonio entre Adela y Enrique I, no hubo descendencia. El rey murió el 1 de diciembre de 1135, en la localidad francesa de Saint-Denis-le-Ferment, cerca de Ruan.
Al enviudar, Adela se retiró como monja a Wilton, cerca de Salisbury. Pero, siendo aún una mujer joven, en 1139 abandonó la clausura y se casó con Guillermo d'Aubigny -también conocido como de Albini-, servidor de su difunto marido. Como parte de su dote de reina viuda, recibió el grandioso castillo de Arundel, anexo al título de Lord. Su esposo, Guillermo, fue posteriormente nombrado primer conde de Arundel por el rey Esteban de Blois, en recompensa a su lealtad. De este nuevo matrimonio nacieron 7 hijos, entre ellos, el mayor y sucesor de su padre, Guillermo, segundo conde de Arundel, cuyo hijo Guillermo, tercer conde de Arundel, fue uno de los 25 signatarios de la Carta Magna en 1215. Además, entre sus descendientes se encontrarán otras dos reinas de Inglaterra que tendrán un trágico final: Ana Bolena y Catalina Howard.

## Muerte
En sus últimos años, Adela se retiró a la abadía de Affligem, en el Landgraviato de Brabante (Bélgica).
En los últimos años de su vida, Adela parece haber caído en el olvido. En 1150, Adela dejó a Guillermo para entrar en el monasterio de Affligem en Flandes. Al menos uno de sus hermanos también vivía en este monasterio. Los anales del monasterio son la única fuente que menciona su muerte en 1151, y se desconoce su lugar de enterramiento. Algunas tradiciones implican que fue enterrada en el monasterio, pero una donación hecha por su hermano Joscelin a la Abadía de Reading parece sugerir que fue enterrada allí con Enrique I.
Alison Weir niega que se convirtiera en monja en sus últimos años en su libro Queens of the Conquest, afirmando que Adela puede haber muerto al dar a luz en Affligem y que su corazón y sus vísceras fueron enterrados inicialmente allí mientras su cuerpo era llevado de vuelta a Inglaterra.